# Universitatea Populară de la Ungureni
Universitatea Populară de la Ungureni a fost o instituție de educație a adulților înființată de către pedagogul Eugen Neculau, instițutie care a funcționat între anii 1936-1944 în comuna Ungureni. Instițutia, care deținea o bibliotecă și un muzeu, a organizat atât manifestări culturale (conferințe, audiții radiofonice, proiecții de filme), cât și acțiuni economice de tip cooperatist. Universitatea Populară de la Ungureni este unul dintre puținele experimente românești reușite în domeniul educației adultului.

## Istoric
Universitatea Populară de la Ungureni este continuatoarea activității Căminului Cultural din Ungureni, instituție înființată în 1927 de către Eugen Neculau, licențiat în pedagogie al Universității din Iași. Eugen Neculau, deși gândise proiectul de organizare a căminului cultural încă din perioada studenției, în 1924, reușește să-l finalizeze doar trei ani mai târziu, subordonându-l, la început, Fundației culturale conduse de academicianul Dimitrie Gusti.
La sfârșitul anului 1936, cu toate piedicile puse de Ministerele Agriculturii și Instrucțiunii Publice, căminului cultural este transformat în Universitatea Populară, instituție a cărei rază de acțiune este extinsă la încă două comune (Borzești și Călugăreni), cuprinzând în total 12 localități din județele Botoșani și Dorohoi.
Activitatea Universității Populare era dirijată în scopul dezvoltării personale și colective. Astfel, membrii acesteia precum și familiile lor trebuiau să aibă o conduită exemplară:
- să aibă știință de carte, trebuind să citească minim trei cărți pe an, și să posede o mică bibliotecă;
- să participe în mod regulat la activitățile organizate, atât culturale cât și cooperatiste;
- să aibă bună purtare în societatea satului și să ducă un trai igienic.[2]

Instituția devenise independentă pe plan financiar datorită înființării, în 1936, a două structuri economice: Cooperativa de aprovizionare, producție și desfacere agricolă și Banca Populară Ungureni, structuri care au funcționat ireproșabil până în 1948.
Succesele obținute de Universitatea Populară s-au datorat atât implicării profunde a lui Eugen Neculau, cât și ajutorului pe care acesta l-a primit din partea unor cunoscuți oameni de cultură (Simion Mehedinți, Mihail Sadoveanu, Vasile Pavelcu, Gheorghe Ionescu-Sisești, ș.a.), a economistului Constantin-Aurel Arimescu, a unor locuitori ai satului, dar și a mai multor membri ai familiei sale.
Activitatea Universității a continuat până după cel de-al Doilea Război Mondial, când, datorită dispariției bazei materiale și sub influența noului regim, aceasta s-a „autodizolvat”.

#### Activitatea Universității Populare
Pe plan cultural Universitatea Populară a acționat pe trei direcții:
- organizarea unei biblioteci cu zece mii de cărți, alte zece mii de volume fiind disponibile în bibliotecile personale ale aderenților.
- organizarea unui muzeu cu trei secții (istorie, etnografie și economie) ce deținea piese arheologice din zona și obiecte vechi ilustrind civilizația și ocupațiile locuitorilor în domeniul exploatării pământului. Muzeul dispunea de materiale didactice care erau folosite fie la conferințele organizate de Universitate, fie de către școli, și organiza expoziții agricole, de industrie casnică sau de lucru manual.
- organizarea de manifestări culturale cu subiecte variate. În perioada existenței sale Universitatea Populară a organizat peste 4000 de întruniri culturale, de la șezători și conferințe, proiecții cinematografice, audiții la radio, până la cursuri de educație pentru adulți, concursuri, teatru școlar și sătesc. De asemenea, Căminul Cultural din Ungureni a publicat patru numere din „Buletinul Căminului Cultural”.

Pe plan economic, pe lângă înființarea, în 1940, a Băncii Populare din Ungureni, care avea un credit nelimitat la Banca Națională a României filiala Botoșani, și a unui magazin universal sătesc, având ca anexe o brutărie, o instalație de apă gazoasă, o stație pentru prelucrarea laptelui si un depozit de sare, Universitatea a organizat numeroase alte acțiuni de cooperație economică precum plantarea de zeci de mii de arbori (pomi fructiferi altoiți, duzi și salcâmi),  amenajarea unui parc cu arbori de pădure și organizarea unei pepiniere.
Universitatea Populară de la Ungureni este considerată, în literatura de specialitate, ca unul dintre puținele experimente românești reușite în domeniul educației adultului.